# Ingo Nommsen
Ingo Nommsen (Nürnberg, 7 februari 1971) is een Duitse presentator en journalist.

## Jeugd en opleiding
In de periode van september 1991 tot december 1992 voltooide Ingo Nommsen een stage bij de Bavaria Film GmbH en Helbos Film GmbH. Van begin 1993 tot augustus 1994 werkte hij als vrijwilliger bij Radio Oberland in Garmisch-Partenkirchen. Tijdens deze periode was hij ook als presentator te zien bij de RTL-productie Der HAIsse Stuhl. Sinds 1994 aanvaardde hij de functie van evenementenpresentator en presenteerde hij onder meer gala's, muziek- en sportevenementen en beurzen. Van september 1994 tot april 1996 was hij als presentator werkzaam bij Radio Charivari 95.5 in München. Naast zijn werk als presentator werkte hij ook als redacteur bij de radiozender Bayern 3 voor de Bayerischer Rundfunk.
In 1997 aanvaardde hij gastrollen in diverse film- en tv-producties, zoals de ARD-soapopera Marienhof en in de Sat.1-productie Die Unzertrennlichen. Vervolgens was hij te zien in Samt und Seide, in Aktenzeichen XY … ungelöst en in Wege zum Glück. Hij presenteerde bovendien het RTL-magazine Guten Abend RTL – RTL München Live en het tm3-programma Leben und Wohnen, ten laatste van 1998 tot 2000. Hij studeerde aan de Ludwig Maximilians-Universiteit in München communicatiewetenschap, politiek, sociologie en psychologie.
In juli 2000 beëindigde Nommsen de studie als gediplomeerd journalist. Het ZDF-morgenprogramma Volle Kanne presenteert hij sinds oktober 2000. Van 2005 tot 2012 presenteerde hij het boulevardmagazine Hallo Deutschland. Van 2008 tot 2009 presenteerde hij de show Kult am Sonntag bij het ZDF en van 2009 tot 2010 Die Frühlingsshow.

## Privéleven
Nommsen leefde van 2009 tot 2015 in een relatie met de journaliste Mara Bergmann. Van midden 2015 tot het einde van augustus 2017 was hij samen met het model Sarah Knappik.